# Björkliden
För andra betydelser, se Björkliden (olika betydelser).

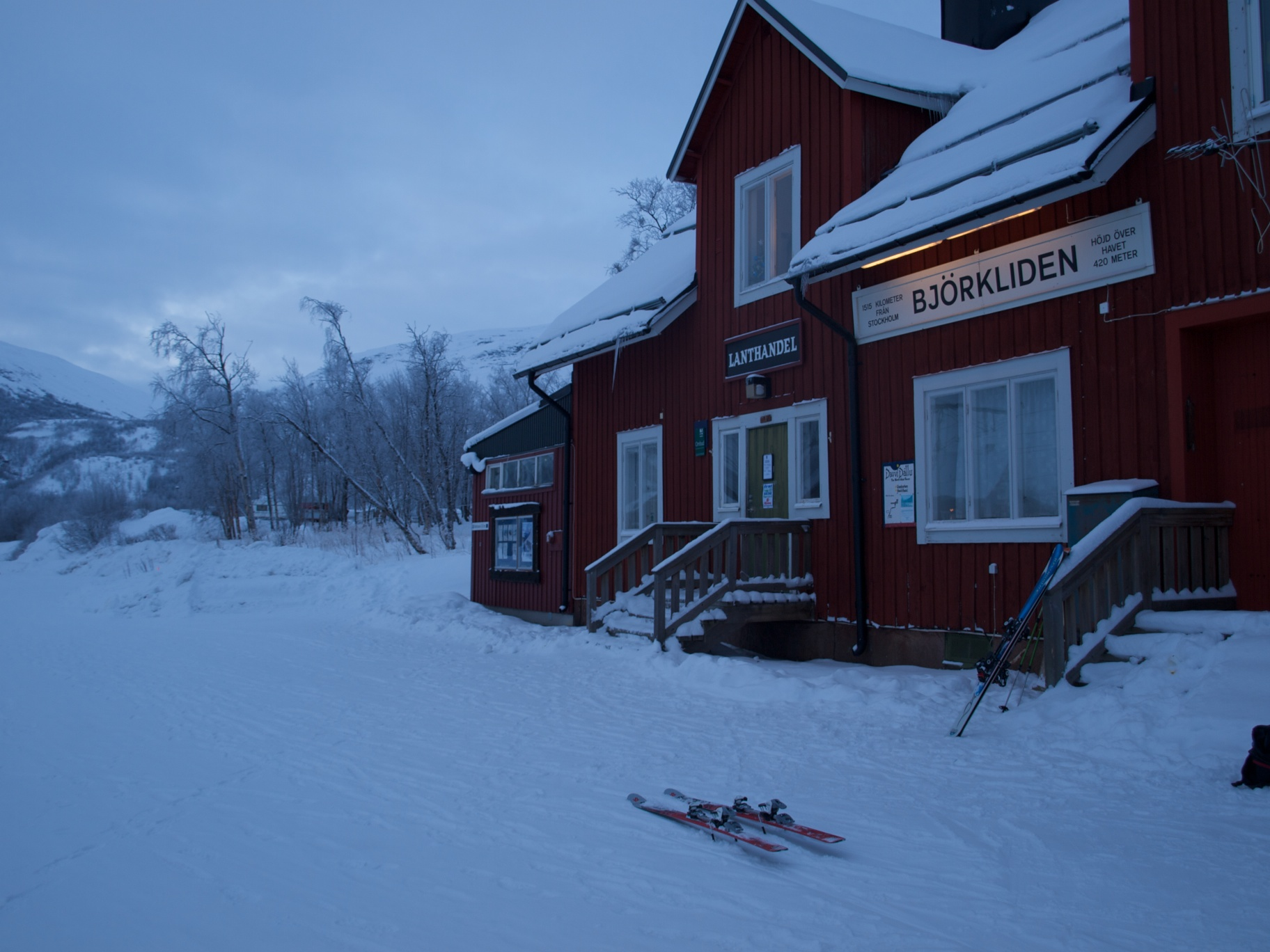
Björkliden station.

Björkliden är en vintersportort vid Malmbanan (trafikplatssignatur Bln) väster om Abisko i västra delen av Kiruna kommun. Avståndet Björkliden – Kiruna är 100 km och Björkliden – Narvik 75 km. 
Björkliden har omkring 20 permanentboende invånare, men antalet turister som besöker orten kan räknas till flera tusen per år. Järnvägsstationen i Björkliden är belägen 420 meter över havet och Björklidens hotell, hotell Fjället, omkring 500 meter över havet. Björkliden är ett av Statistiska centralbyråns fritidshusområden.
Från Björkliden utgår rösade vandringsleder till bland annat Låktatjåkkastugan, Sveriges högst belägna fjällstation (1228 meter över havet) och över Kårsavagge till Abiskojaure i Abisko nationalpark. Här passerar även gamla materialvägen, som numera har turistnamnet Rallarvägen, till bland annat Tornehamns kyrkogård, där många av de rallare som dog i samband med bygget av Malmbanan Riksgränsen – Kiruna ligger begravda. 

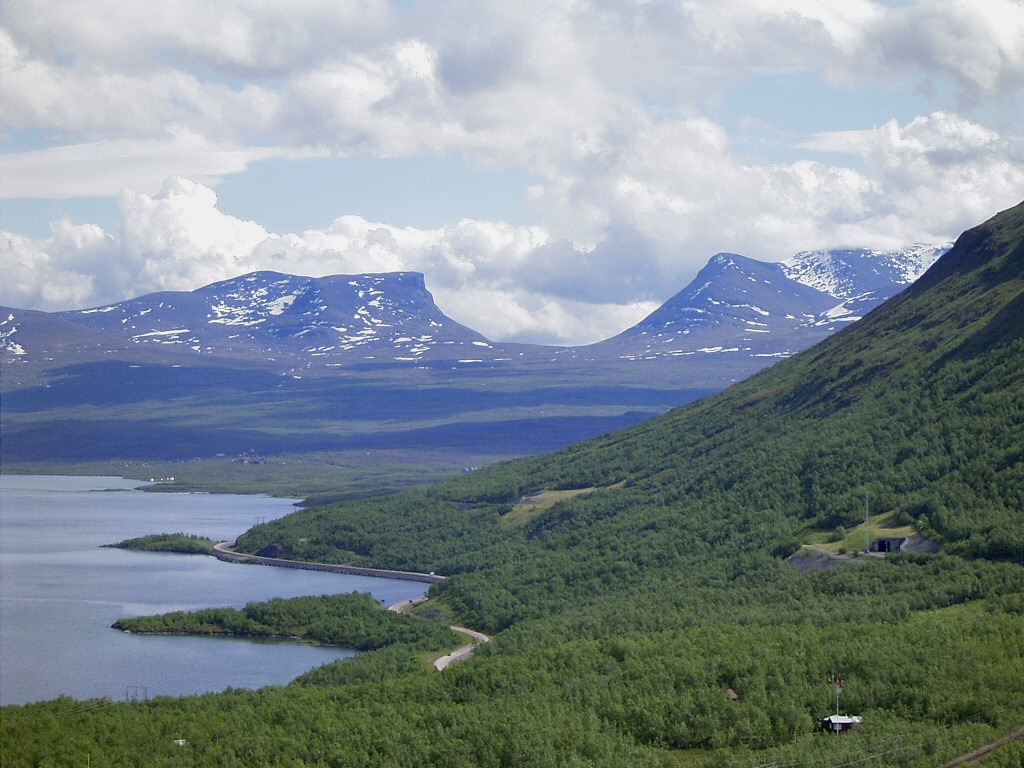
Lapporten

Vid Björkliden har man en hänförande utsikt över sjön Torneträsk och i fjärran avtecknar sig den mäktiga fjällvyn Lapporten med topparna Tjuonatjåkka och Nissuntjårro, 1540 respektive 1721 meter över havet.
I Björkliden finns Sveriges nordligaste golfbana (9 hål).